# August Karl Bock

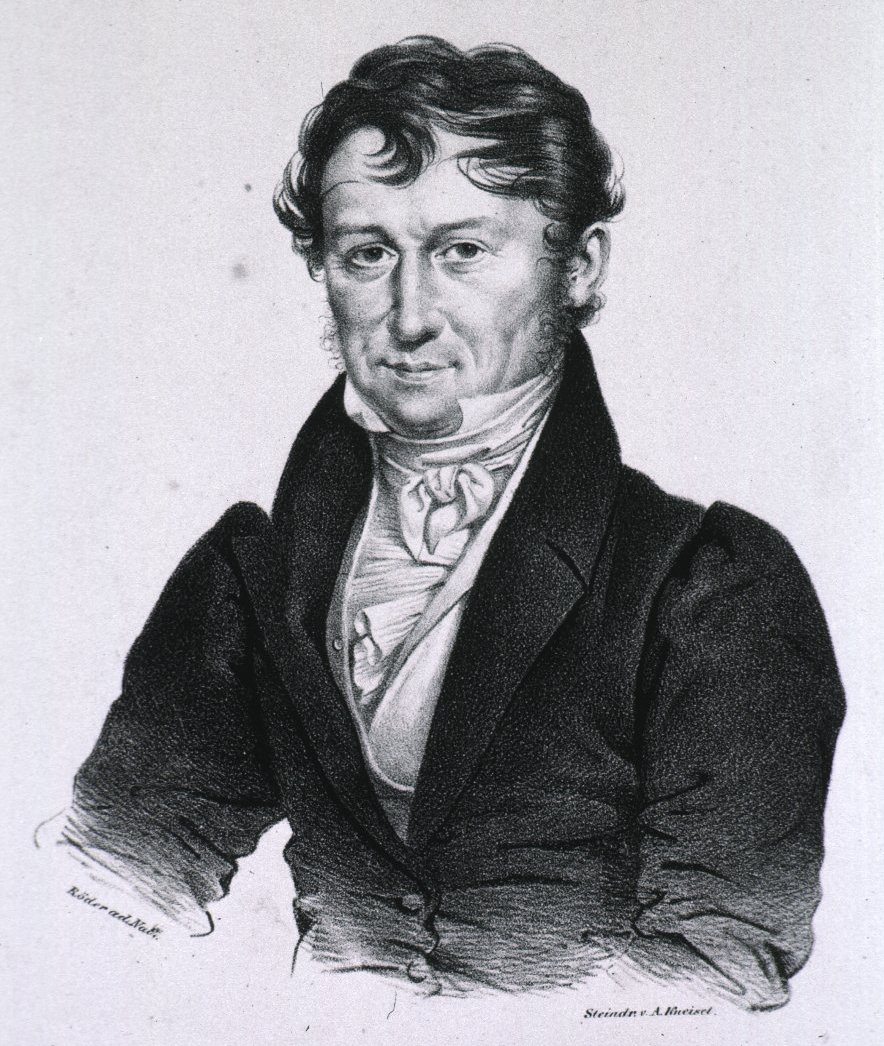
August Karl Bock.

August Karl Bock, född 25 mars 1782, död 30 januari 1833, var en tysk anatom, far till Carl Ernst Bock.
Bock var från 1814 till sin död prosektor i anatomi i Leipzig. Han gjorde sig särskilt känd som lärare och för sin färdighet att bereda anatomiska preparat. Han har utgivit talrika skrifter, uteslutande av anatomiskt innehåll.